# 전람회 (음악 그룹)
전람회(展覽會, 영어: Exhibition)는 김동률과 서동욱을 멤버로 한 대한민국의 팝 음악 그룹으로 1993년 MBC 대학가요제에서 재즈풍의 곡 〈꿈속에서〉로 대상을 받으며 데뷔하였다. 전람회에서 김동률은 피아노를 맡았으며 서동욱은 베이스를 맡았다.
1994년 1집《Exhibition》에서 재즈 스타일의 곡〈기억의 습작〉으로 큰 인기를 얻었으며 군 제대 후 발표한 2집 《Exhibition 2》의 〈이방인〉, 〈J's Bar에서〉, 〈유서〉, 〈취중진담〉등의 곡으로 사랑을 받았다. 1997년 3월, 3집《졸업》을 발표함과 동시에 해체하였고 서동욱은 직장인이 되는 한편, 똑같이 방위병으로 복무하기도 한  김동률은 "음악 빼고는 잘 할 수 있는 게 없다"라며 그 해 패닉 출신의 이적과 그룹 카니발을 결성하여 활동하다가 1998년부터 솔로로 데뷔했다. 김동률은 2008년에는 5집《Monologue》를 발표, 대한민국 음반 시장의 불황에도 불구하고 10만 장 이상의 판매고를 올렸다.

## 멤버
- 김동률 (보컬, 건반, 작사, 작곡)
- 故 서동욱 (베이스, 보컬, 작사)

## 음반 목록
- 1집《Exhibition》 - 1994년
- 2집《Exhibition 2》 - 1996년
- 3집《졸업》 - 1997년